# Dirk Hoberg
Dirk Hoberg (* 17. August 1981 in Osnabrück) ist ein deutscher Koch.

## Werdegang
Hoberg machte seine Koch-Ausbildung von 1998 bis 2001 im Hotel Walhalla in Osnabrück. 2002 wechselte er ins Restaurant La Vie in Osnabrück und 2004 ins Restaurant Tristan in Mallorca.
2006 ging er zur Alten Post unter Hans Stefan Steinheuer in Bad Neuenahr und 2007 zum Restaurant Schwarzwaldstube bei Harald Wohlfahrt in Baiersbronn.
Seit 2010 ist er Küchenchef im Restaurant Ophelia im Hotel Riva in Konstanz. Hier wurde er 2011 mit einem Stern im Guide Michelin ausgezeichnet. 2012 kam der zweite Stern dazu.

## Auszeichnungen
- 2011: Ein Stern im Guide Michelin 2012
- 2012: Aufsteiger des Jahres, Der Feinschmecker
- 2012: Zwei Sterne im Guide Michelin 2013
- Koch des Jahres 2018 im Gourmetführer Gusto[2]